# Mahaldar
Mahaldar var en klass av hovfunktionärer i Mogulriket i Indien som beskrivs som hovmästarinnor inom mogulharemet.
De var före detta daroga som hade befordrats till att få huvudansvaret för haremet och dess inre angelägenheter.